# Eden Project
L'Eden Project est un complexe environnemental conçu par Tim Smit (en) et dessiné par l'architecte Nicholas Grimshaw sur le thème de la nature et du développement durable. Il est situé à 5 km de St Austell en Cornouailles, Royaume-Uni. Le site a ouvert au public en mars 2001, après deux années de construction dans une ancienne carrière de kaolin. Il comprend deux serres dont la structure extérieure est constituée d'ETFE (éthylène tétrafluoroéthylène), un matériau plastique transparent très résistant aux différences de pression et de température. Chaque serre abrite un biome, l'un reproduisant les climats tropicaux humides et l’autre les climats chauds et secs de type méditerranéens.

## Vivre avec la nature

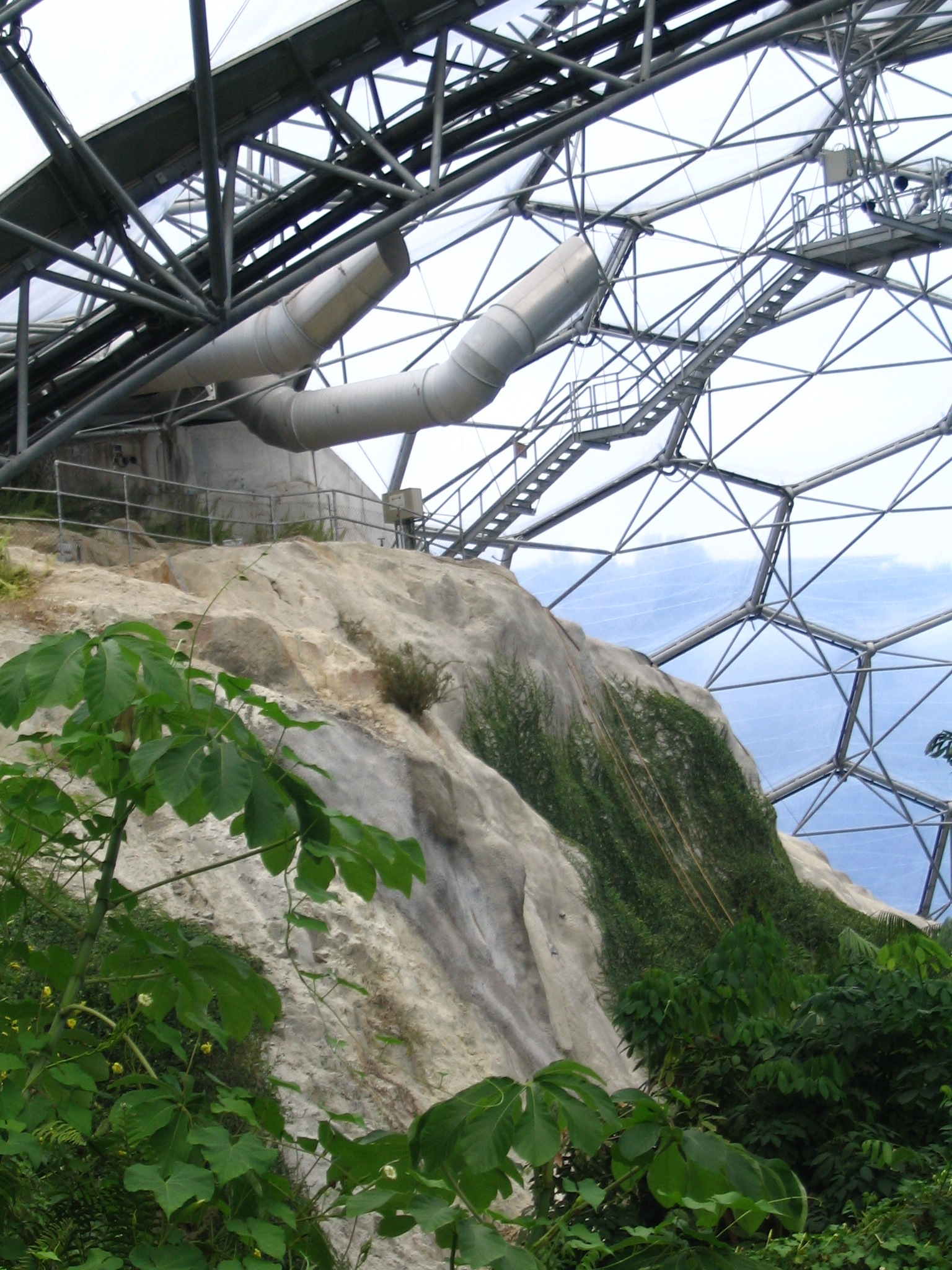
Intérieur du « Biome Tropical »

Les cinq dômes à structure géodésique abritent un ensemble d’espèces végétales organisées le long d'un parcours paysager.
Le projet, soutenu par une fondation à but non lucratif, met l’accent sur la préservation des ressources et l'apport de la diversité végétale à la vie humaine. L'apport éducatif du projet a permis à la fondation d’obtenir le label GiftAid qui permet à l’organisation de récupérer les taxes auprès de l'État britannique. Ces taxes représentant environ 30 % du montant des adhésions.
Toutes les technologies en rapport avec la culture des plantes se veulent exploitées et développées dans Eden Project en collaboration avec divers centres de recherches. 
Les concepteurs d'Eden Projet réfutent le qualificatif de parc à thème. Le parc a été initialement créé pour démontrer la capacité d’utiliser la nature pour régénérer un site détérioré par l’activité humaine.
Le parc comporte cependant tous les ingrédients du parc à thème : parcours prédéterminé, hall d’attractions, bâtiment d’exposition, salles de projection, restaurant et l’incontournable boutique qui clôt la visite en un passage obligé.

## Autres événements
L'Eden Project apparaît dans le film James Bond, Meurs un autre jour ; et a été le site retenu pour les concerts de Live 8.

## Galerie

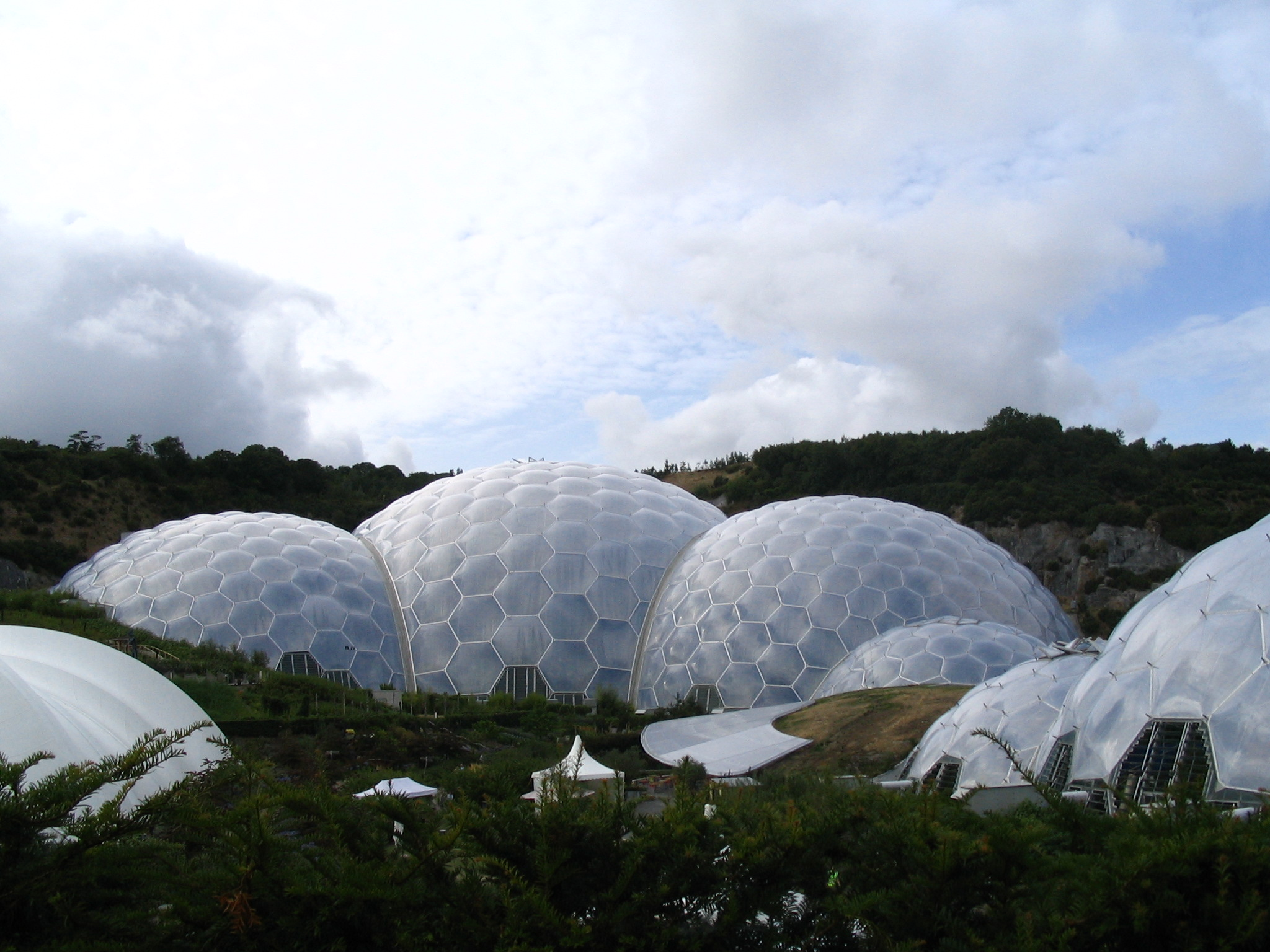
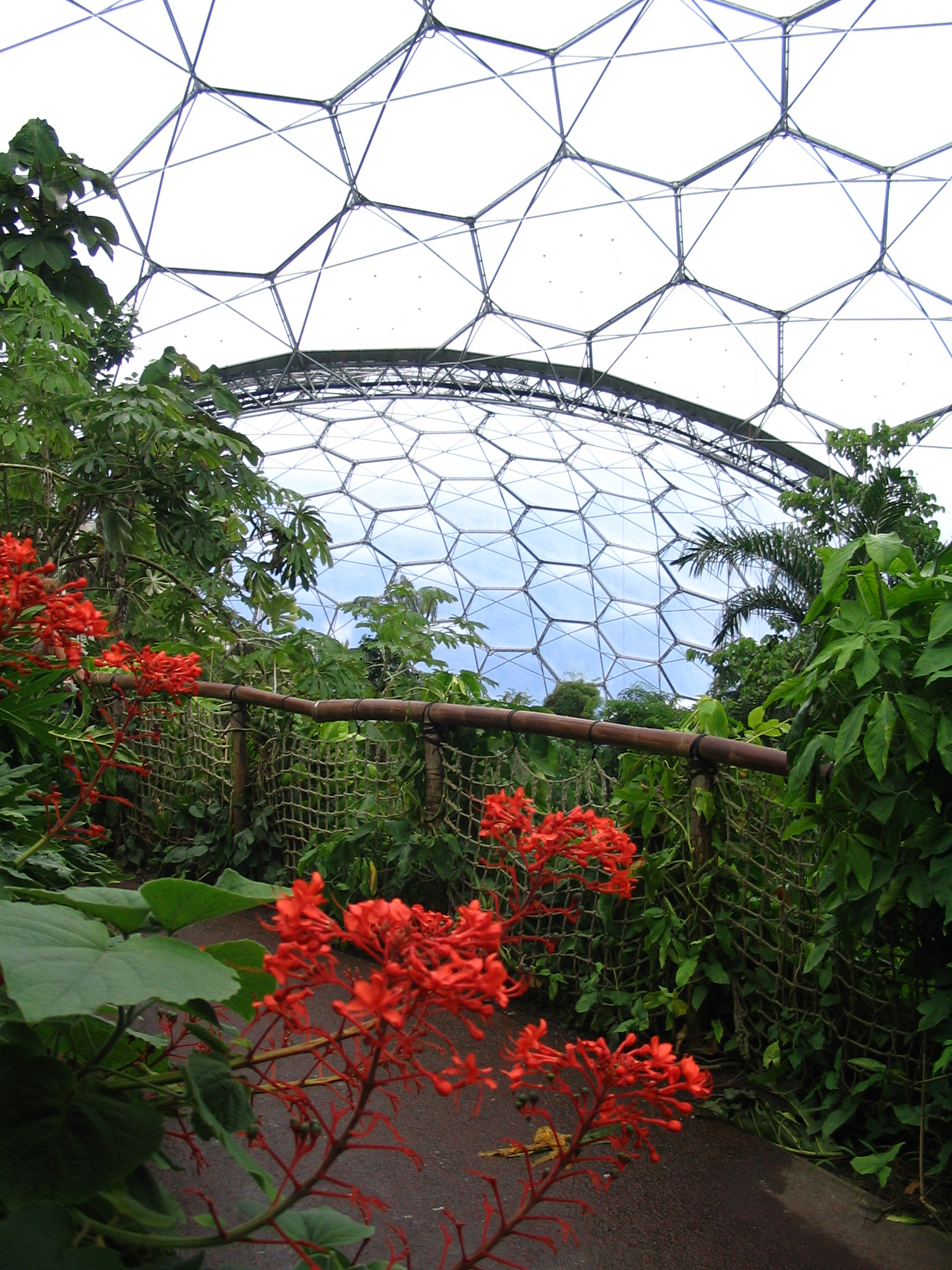
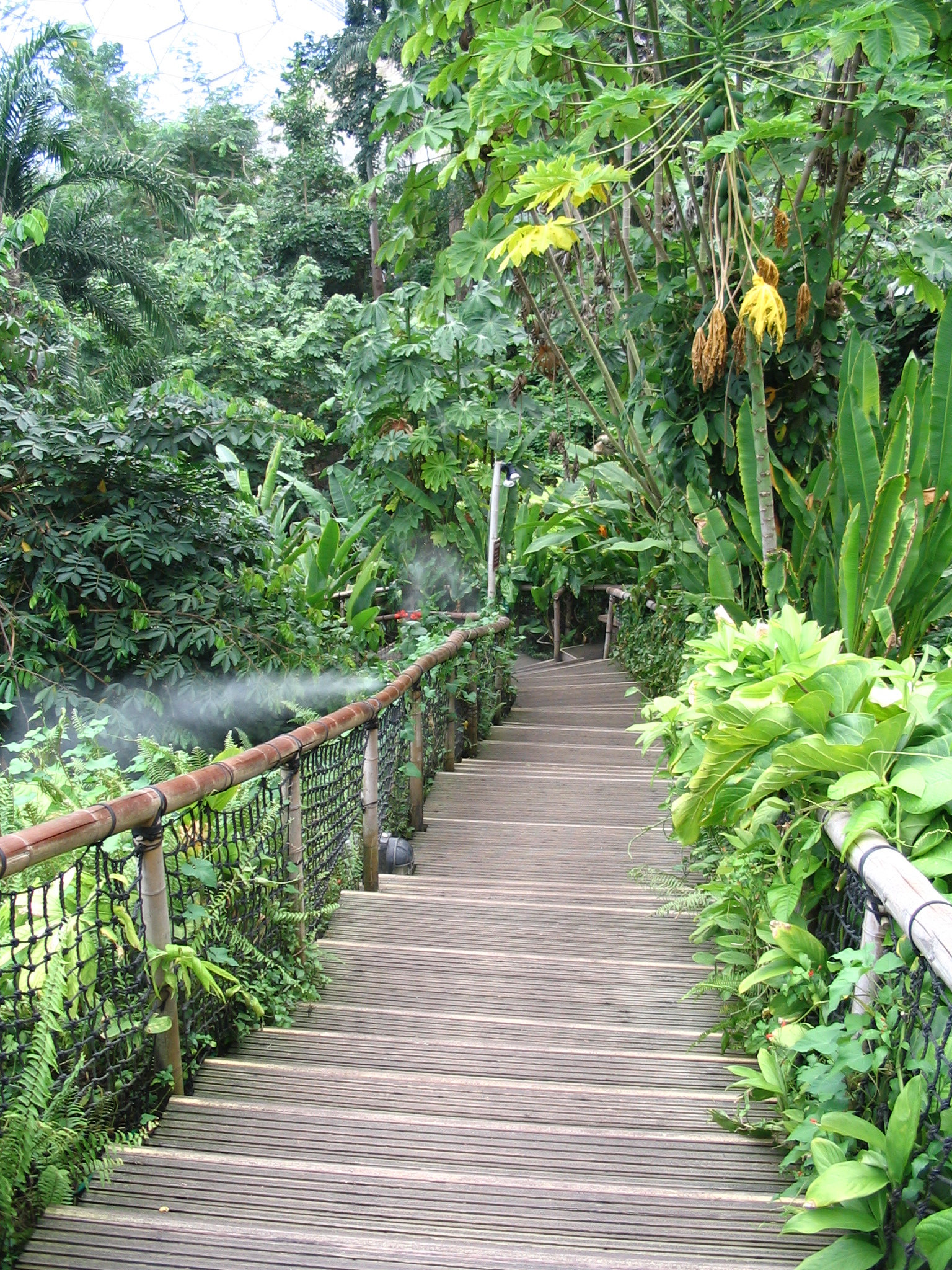
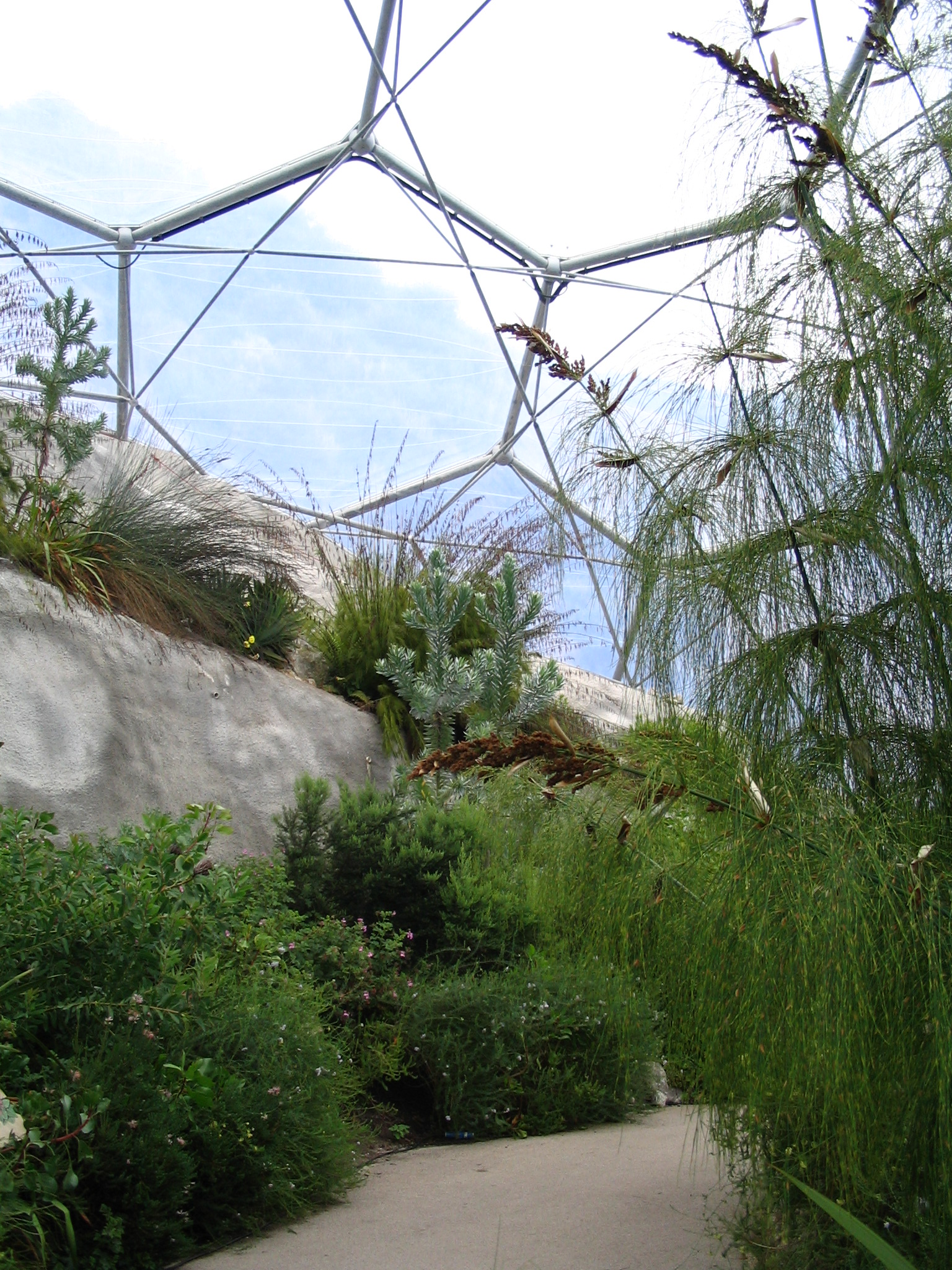
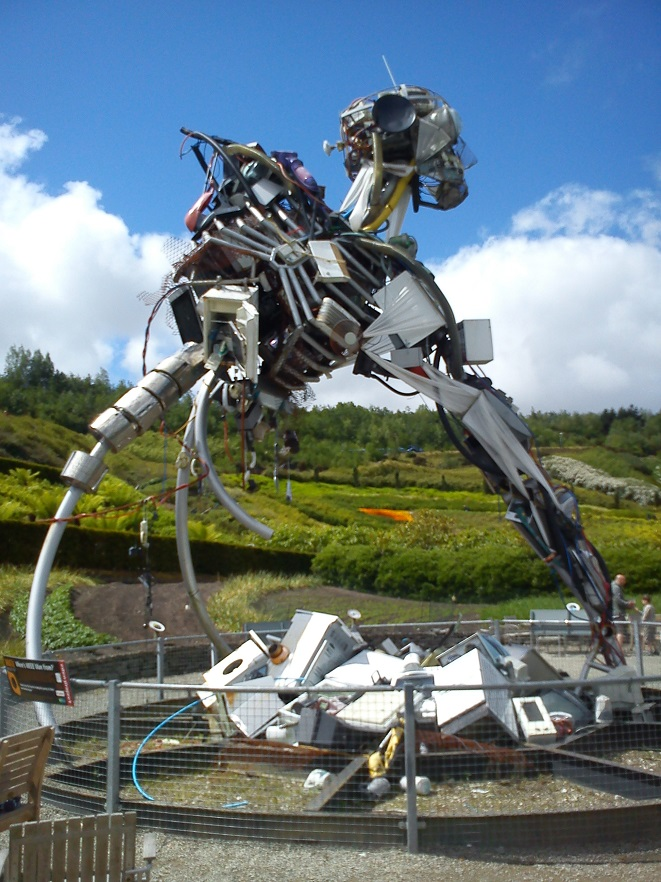
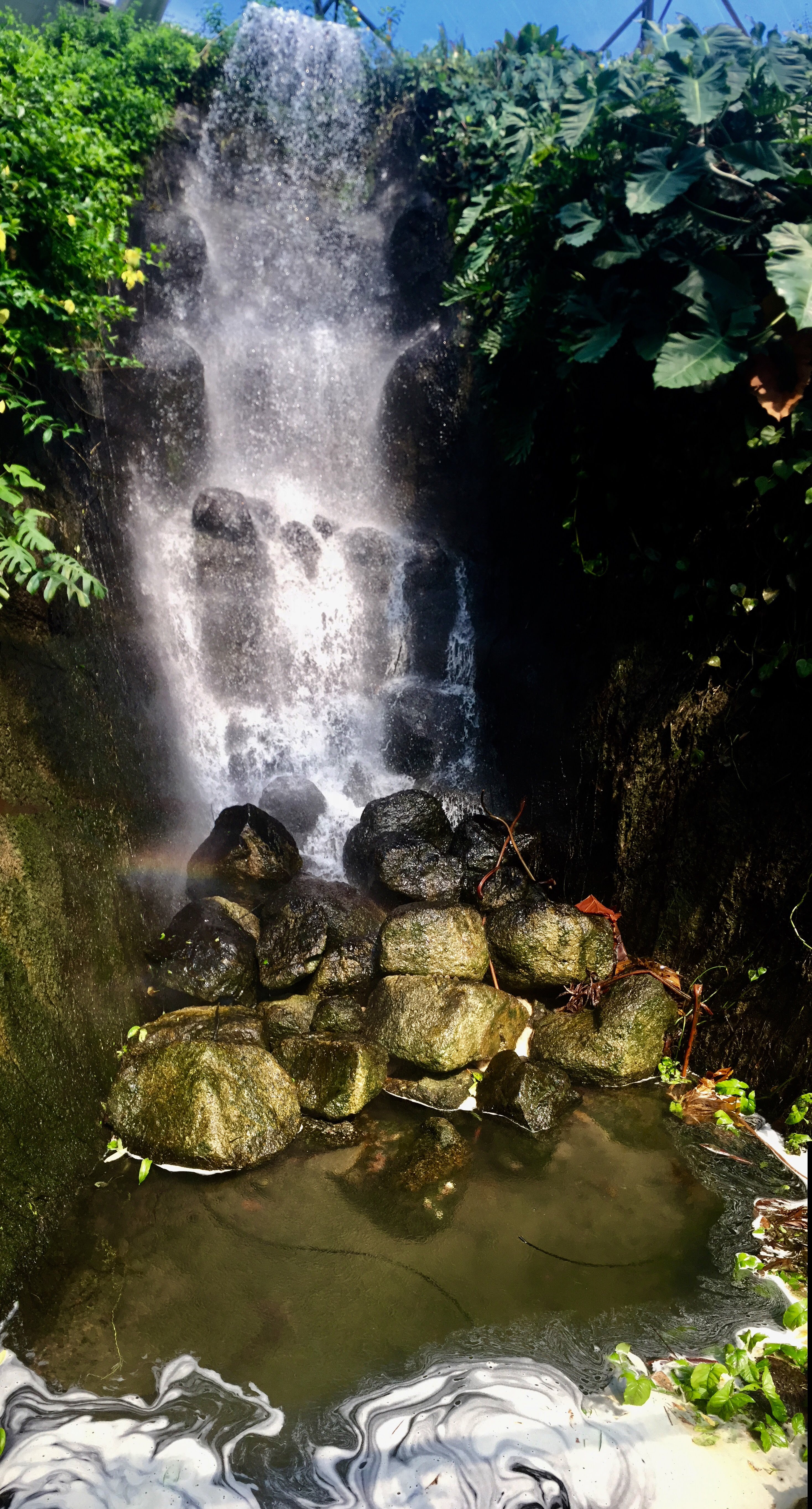
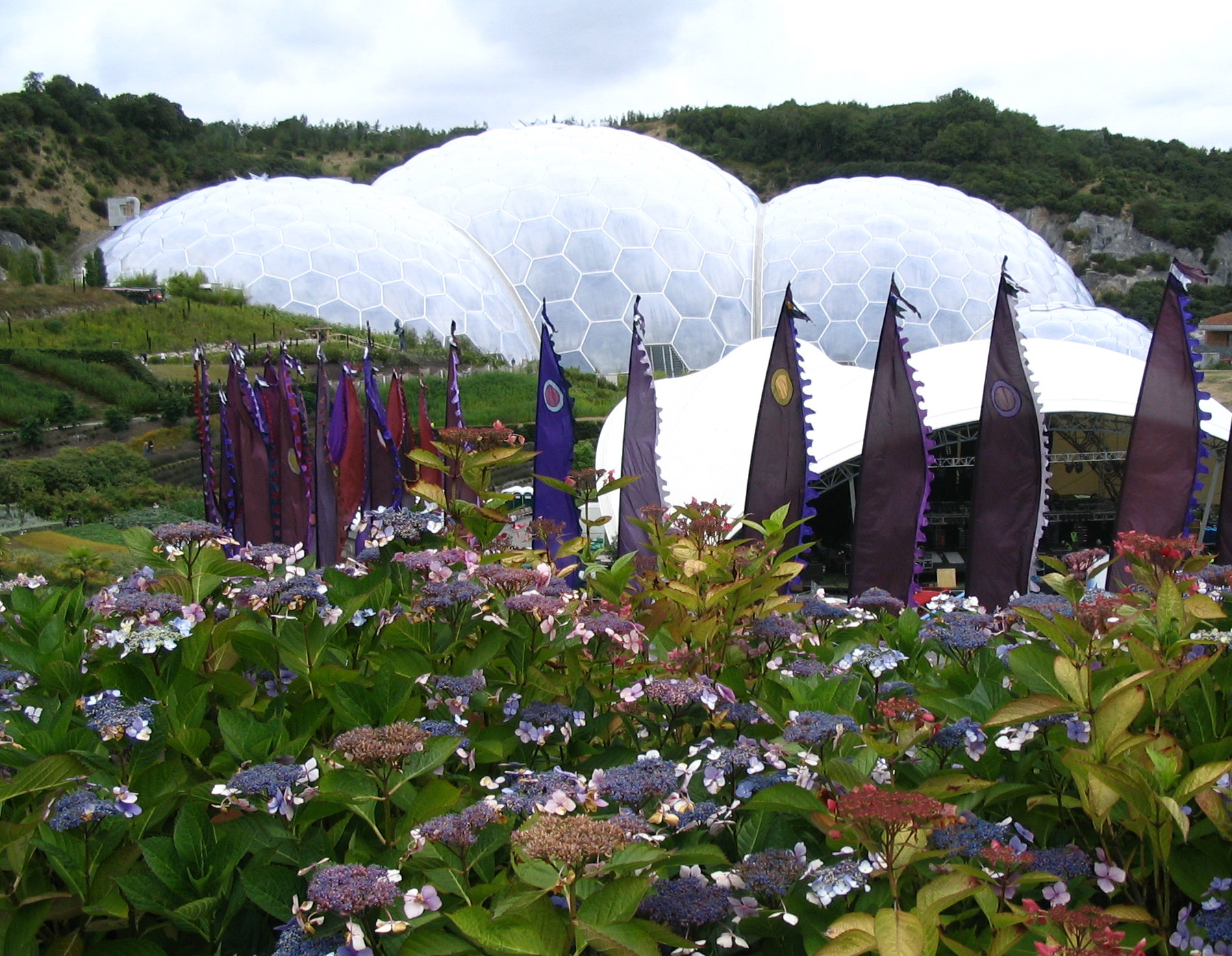
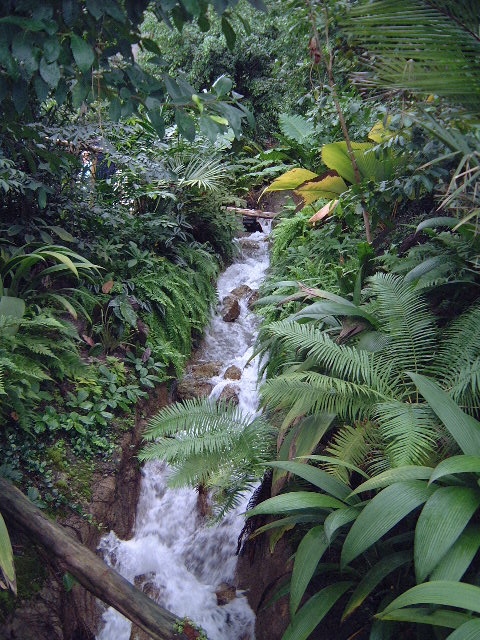